# Coalición Unidos (Comunidad Valenciana)
La Coalición Unidos (en valenciano, « Coalició Units»), más conocida simplemente como Units, es una coalición electoral española de ámbito valenciano, creada por Contigo Somos Democracia, Lo Nostre y Valencia Unida.
Se creó en noviembre de 2023 como una coalición electoral para participar conjuntamente en las Elecciones a las Cortes Valencianas de 2023 y Elecciones municipales de España de 2023.

## Líderes de la coalición
- Jose Enrique Aguar PRESIDENTE DE CONTIGO
- Tomás Melía PRESIDENTE DE LO NOSTRE
- Vicente Lizondo PRESIDENTE DE VALÉNCIA UNIDA
- Joan Pau Rica Lopez PRESIDENTE DE UNIÓN EUROPEA DE PENSIONISTAS